# فيرجوس ريودان
فيرجوس ريودان (بالإسبانية: Fergus Riordan)‏ هو ممثل إسباني، ولد في 22 يوليو 1997 بمدريد في إسبانيا.

## وصلات خارجية
- فيرجوس ريودان على موقع IMDb (الإنجليزية)
- فيرجوس ريودان على موقع قاعدة بيانات الفيلم (الإنجليزية)